# Völuspá in skamma
Die Völuspá in skamma (die kurze Völuspá) ist ein Einschub in dem späten Eddalied Hyndlulióð.
Entstanden ist das separate Götterlied, das Snorri Sturluson (Gylfaginning Kap. 5) mit diesem Titel nennt, zum Ende des 12. Jahrhunderts. Der 15 Strophen umfassende Einschub im eddischen Versmaß des Fornyrðislag (Str. 29–44) ahmt in Form und Inhalt die ältere Völuspá nach, unter anderem durch wörtliche Entlehnungen, ohne diese an literarischer und poetischer Qualität und Tiefe zu erreichen. Der Autor versuchte, eine heidnische Kosmogonie und die Verwandtschaftsverhältnisse der nordischen Göttergeschlechter zu denen der Riesen darzustellen. Zudem erwähnt er kurz die Ereignisse zur Ragnarök; seine Version dieses Themas blieb jedoch unausgereift und im Hinblick auf die Vorlage unvollständig.